# Czexpats in Science
Czexpats in Science je spolek, který sdružuje české vědkyně a vědce působící v cizině i ty, kteří se již po zkušenostech v zahraničí vrátili zpět do České republiky. Vznikl v roce 2018.

## Cíle a činnost
Posláním iniciativy je propojovat české vědce v zahraničí mezi sebou, sdílení informací a usnadnění návratu českých vědců zpět do vlasti. Činnost spolku lze rozdělit na online a offline/společenské aktivity. Mezi online aktivity spadá především projekt Mapa vědců, která zachycuje působiště 290 českých vědců v 37 zemích světa (údaje k březnu 2020). Dále také publikování blogů o zahraničních zkušenostech jednotlivých výzkumníků a krátké popularizační články o nových objevech, které učinili Češi v zahraničí. Nejdůležitější akce offline jsou každoroční předvánoční setkání vědců v Česku, lokální setkávání českých výzkumníků v různých zemích a pořádání workshopů, které naopak podporují výjezdy českých studentů do zahraničí.

## Podpora a spolupráce
Spolek podporují Nadace Experientia, Nadační fond Neuron na podporu vědy, několik soukromých firem a prostředky získává i pomocí crowdfundingu přes portál darujme.cz. Spolupracuje s několika českými univerzitami, informačním portálem vedavyzkum.cz a časopisem Vesmír. Spolek je také partnerem institucí při tvorbě politik, např. Senátu a Ministerstva zahraničních věcí při tvorbě krajanské politiky nebo se účastnil Národního kulatého stolu o vědní politice v květnu 2019.

## Evropský kontext
V zemích střední a východní Evropy existuje problém s odlivem kvalifikovaných pracovních sil, vědce nevyjímaje. Tento proces se akceleroval poté, co byly státy V4 přijaty do Schengenského prostoru. V okolních zemích existují podobné iniciativy, v Polsku Polonium Foundation a na Slovensku občanské sdružení Žijemvedu, které usilují o to, aby se odliv mozků změnil v cirkulaci a více vědců se vracelo do vlasti, případně aby vědci toho času v zahraničí mohli na dálku pozitivně ovlivňovat vědu ve své vlasti.